# Manuel Villalongín y Navarro
Manuel Villalongín y Navarro (nacido el 14 de julio de 1777 en Valladolid hoy Morelia, Nueva España) fue un hacendado y patriota mexicano, héroe de la independencia, quién comandó tropas en pos de la causa insurgente por todo Michoacán. Falleció en acción el 2 de noviembre de 1814 cerca de la localidad de Puruándiro.

## Familia
Nació en Valladolid en el seno del matrimonio formado por José Lino Villalongín y María de la Luz Navarro y Camino. Huérfano a temprana edad creció bajo la tutela del comerciante español Benigno Antonio de Ugarte. Fue agricultor en tierras de la hacienda de Atapaneo, que según varios historiadores pertenecía a sus familiares maternos.
Se casó en 1802 con Josefa Huerta Escalante, con quien tuvo tres hijos.

## La Conjura de Valladolid
Para 1809, Villalongín ya era un rico hacendado miembro de la sociedad aristocrática de Valladolid, por lo que fue invitado por el capitán José María García Obeso a las reuniones que se realizaban en su casa con miras a establecer una junta autónoma gubernativa mientras España permaneciera ocupada por las fuerzas de Napoleón y el Rey cautivo. Él mismo fue uno de aquellos que desconfió de Iturbide, lo que provocó que el futuro emperador no participara en las reuniones secretas.

## La Causa Insurgente
Se unió al ejército rebelde comandado por Hidalgo y en un lapso relativamente corto alcanzó el grado de mariscal de campo, distinguido por inspirar valor en sus tropas y ser hábil al momento de mantener el frente de batalla. 
Participó en acciones armadas relevantes como la desastrosa batalla del Puente de Calderón del 17 de enero de 1811, que marcó el declive de la primera etapa de la insurgencia. Asistió a los fallidos intentos de la toma de su ciudad natal, llevados a cabo de manera sucesiva por las tropas de José Sixto Verduzco (1811), Manuel Muñiz (1813) y José María Morelos en diciembre de 1813. Incluso llegó a colarse en la ciudad para rescatar a su esposa cautiva, teniendo éxito, tras lo cual su popularidad aumentó conocido como un valiente soldado enamorado. En el otoño del año siguiente Villalongín actuaba en la comarca de Puruándiro acosado por las partidas realistas al mando de Felipe González Castañón, con las que entró en combate perdiendo la vida el cabecilla insurgente el 2 de noviembre de 1814 en acción.

## El Rebelde Enamorado
Cuando Valladolid finalmente cayó en manos realistas, fue designado para defenderla en 1811 al teniente coronel Torcuato_Trujillo, famoso por participar en la Batalla de Bailén contra las fuerzas de Napoleón. Dada la alta popularidad de Villalongín dentro de la ciudad que incluso muchos jóvenes abandonaban la urbe para unirse con el; el teniente decidió, contrario a lo que se esperaría de un hombre honorable, apresar a la esposa del insurgente y recluirla en la Capilla de la Ánimas. Con esta acción, Trujillo esperaba hacer salir al rebelde de su escondite.
Para sorpresa de todo el regimiento de dragones que custodiaba la ciudad, Manuel Villalongín se escabulló dentro de la ciudad con una pequeña unidad montada. Finalmente tras crear un alboroto y con ayuda de los habitantes de la ciudad, el insurgente logró encontrarse con su esposa en la Plazuela de las Animas y escapar con ella sin que él o alguno de sus subordinados murieran o fuesen apresados.

## El Jardín de Villalongín
El recuerdo de su valentía se mantiene vivo hasta el día de hoy entre la gente de su ciudad natal. Debido a esto, en 1889, en honor al héroe de la independencia, el alcalde, general Mariano Jiménez, ordenó emplazar en el Jardín de Cuatro Oros (Antes Plazuela de la Ánimas) la antigua fuente de la Plaza de Armas, poniendo en el centro una estatua de la diosa Flora, que aún se mantiene, y poniendo el nuevo nombre «El Jardín de Villalongín». Está considerada una de las más bellas plazas de la capital Michoacana.